# Howard (Australia)
Howard – miasto w Australii, w stanie Queensland.